# Lorenzo Coullaut-Valera
Lorenzo Coullaut Valera (Marchena, Sévilla, Andalousie, 12 avril 1876 — Madrid, 21 août 1932) est un sculpteur espagnol, père de Federico Coullaut-Valera.

## Biographie
Bien qu'il soit né à Marchena, il passe son enfance et fait ses premières études en France. Il retourne en Espagne en 1893 où il réside le reste de sa vie. À Séville, il se forme dans les ateliers d'Antonio Susillo et d'Agustín Querol.
Coullaut Valera raconte qu'avec l'appui de son oncle, l'écrivain Juan Valera il obtient une mention d'honneur lorsqu'il réalise un buste de cette personne avec lequel il participe à l'exposition nationale des beaux arts de 1897.
Il travaille surtout sur des œuvres monumentales publiques tant en Espagne qu'en Amérique latine et participe à diverses expositions nationales des beaux arts. Il expose également lors de l'exposition Universelle de Barcelone en 1929.

## Œuvre
- 1913- Monument aux Saints. Madrid.

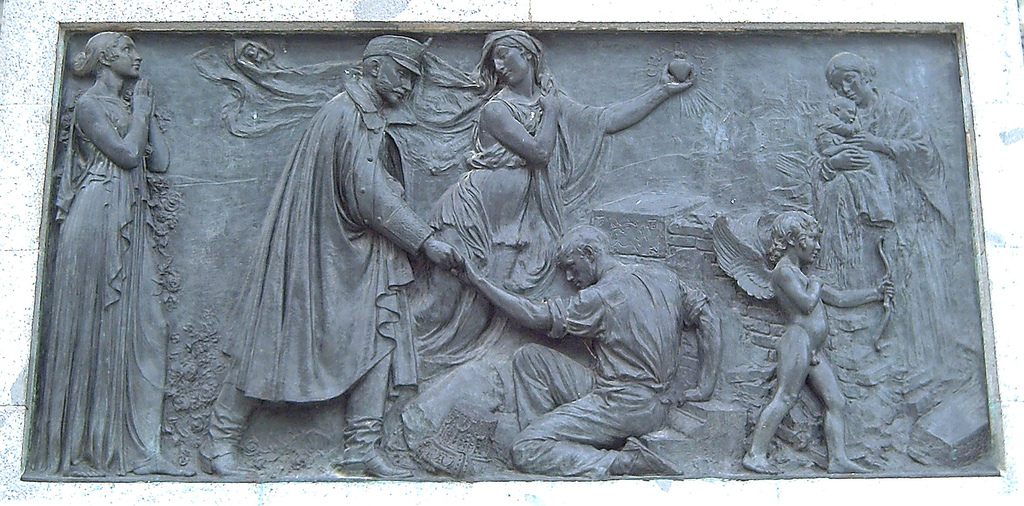
La Charité Royale sur le monument à Alphonse XII à Madrid

- 1914- Monument à Campoamor, Madrid ;
- 1916- Monument à Pardo Bazán, La Coruña ;
- 1917- Monument à Menéndez Pelayo, Madrid ;
- 1918- Monument à l'Immaculée Conception sur la Place du Triomphe (Séville) ;
- 1921- Monument à Christophe Colomb à Séville ;
- 1926- Monument à l'évêque de Cordoue. Cordoue ;
- 1928- Monument à Juan Valera, Madrid ;
- 1930- Monument à Cervantes, Madrid ;
- 1931- Monument à Bruno Mauricio de Zabala. Montevideo ;
- La charité royale sur le monument à Alphonse XII d'Espagne dans le Parc du Retiro, Madrid.